# Erica lanceolifera
Erica lanceolifera är en ljungväxtart som beskrevs av Spencer Le Marchant Moore. Erica lanceolifera ingår i släktet klockljungssläktet, och familjen ljungväxter. Inga underarter finns listade i Catalogue of Life.